# Рамштайн-Мізенбах
Рамштайн-Мізенбах (нім. Ramstein-Miesenbach) — місто в Німеччині, розташоване в землі Рейнланд-Пфальц. Входить до складу району Кайзерслаутерн. Центр об'єднання громад Рамштайн-Мізенбах.
Площа — 43,03 км2. Населення становить 7981 ос. (станом на 31 грудня 2020).

## Галерея

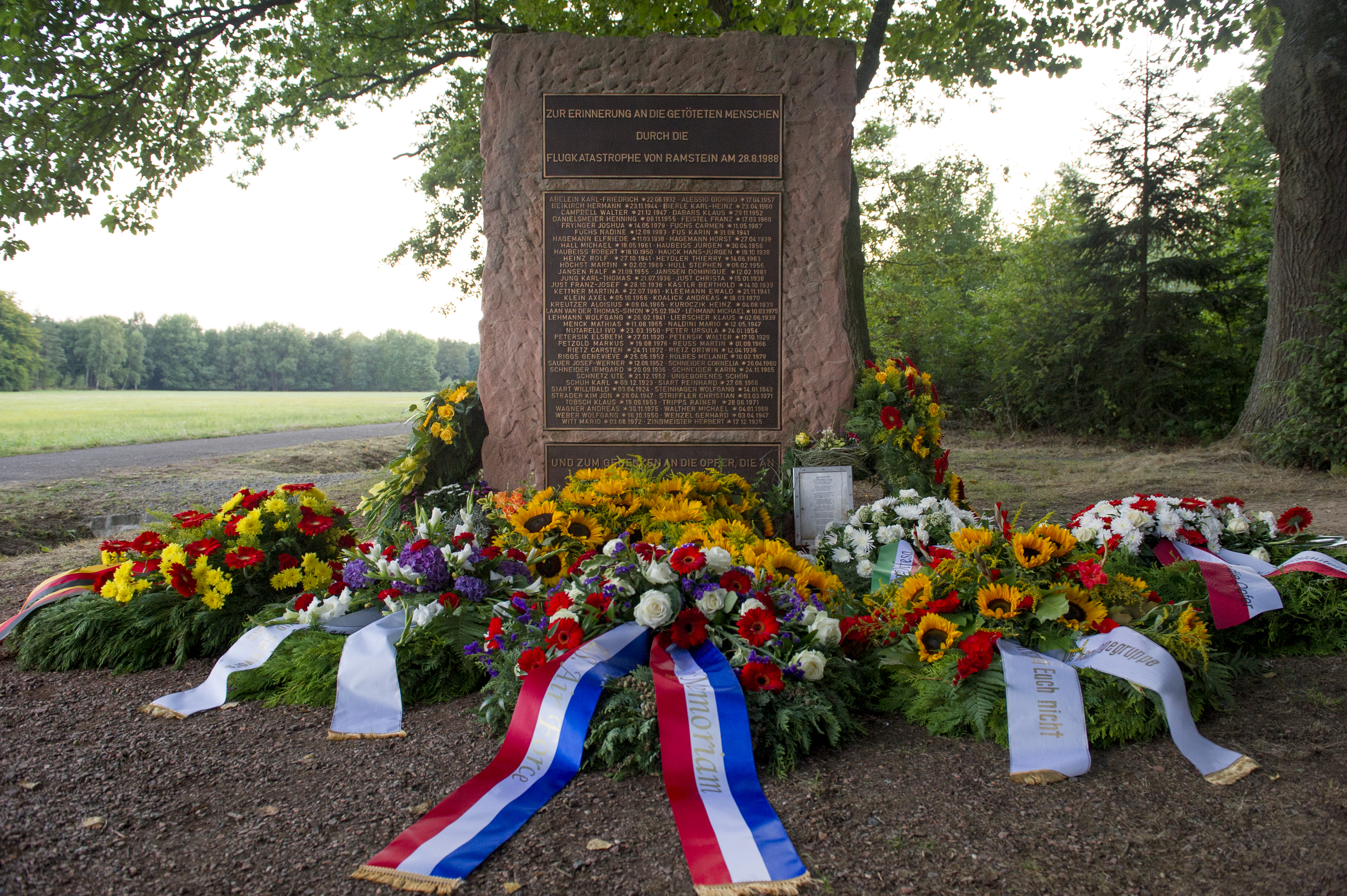
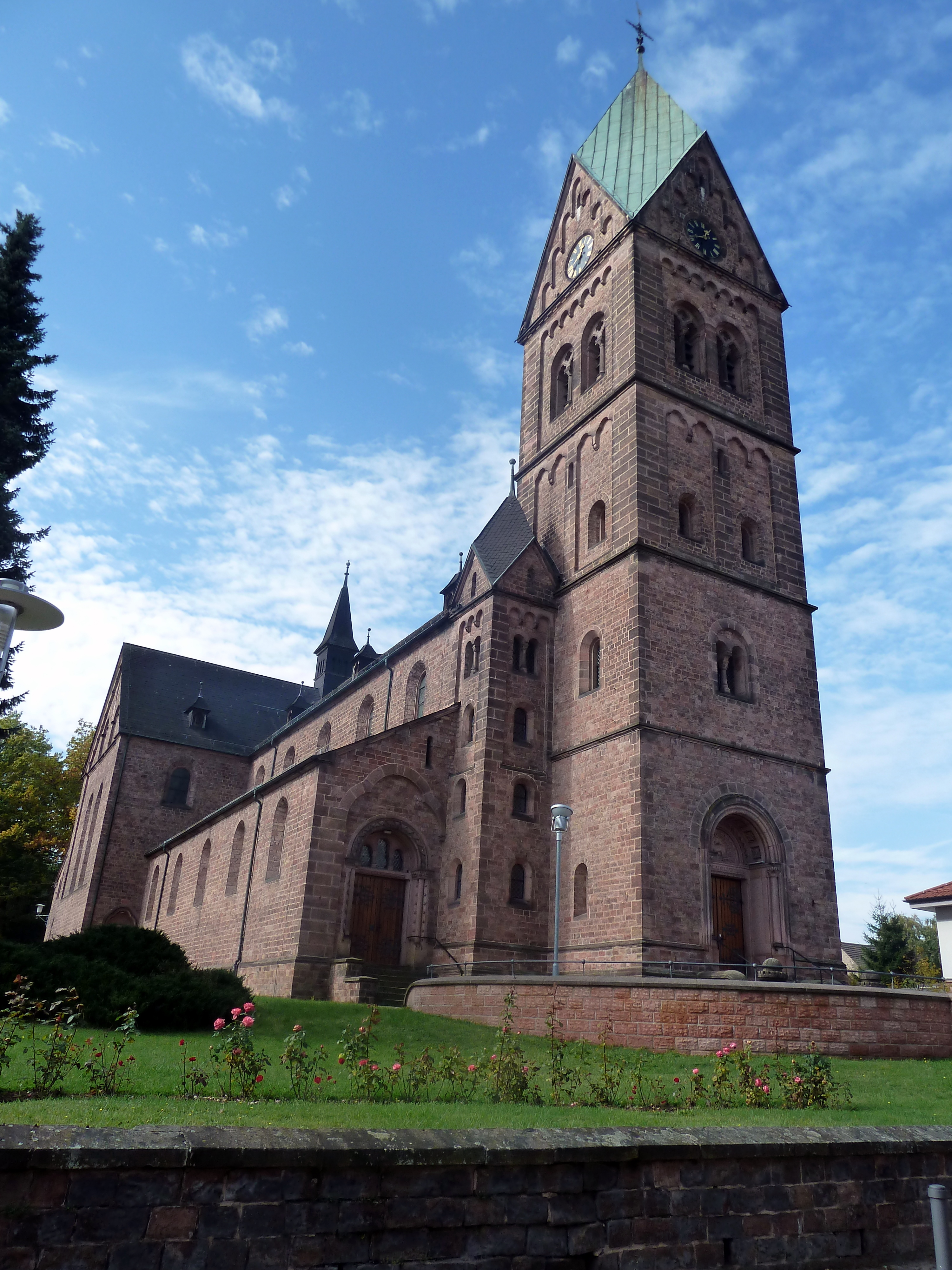

## Міста-побратими
- Балатонлелле, Угорщина